# Warren Jeffs
Warren Steed Jeffs (Sacramento, Californië, 3 december 1955) is een Amerikaanse sekteleider. Zijn sekte is een afsplitsing van de Kerk van Jezus Christus van de Heiligen der Laatste Dagen (LDS-kerk) van wie de leden ook wel bekendstaan als mormonen.
De 'Fundamentele Kerk van Jezus Christus van de Heiligen der laatste dagen' (FLDS) scheidde zich af in 1889, toen de hoofdstroom van de mormonen zich neerlegde bij de eis van de Amerikaanse overheid dat de polygamie moest worden afgeschaft. De FLDS weigerde daarop de toenmalige profeet Wilford Woodruff nog langer te accepteren als hun leider. Jeffs volgde in 2002 zijn overleden vader Rulon Jeffs op als hoofd van de kerk. Door de leden van de kerk wordt de leider als een belichaming van God op aarde gezien.
Leden van Jeffs' sekte leiden nog steeds een polygyn leven: een man leeft samen met meerdere vrouwen. Hierbij worden (gedwongen) huwelijken met minderjarigen niet geschuwd en worden vrouwen stelselmatig lichamelijk en geestelijk onderdrukt: vrouwen worden vooral als "broedmachines" beschouwd en dienen alleen om zo veel mogelijk kinderen op de wereld te zetten. Ook incest is niet ongebruikelijk. Polyandrie (een vrouw heeft meerdere mannen) komt binnen de sekte niet voor. Jonge jongens worden regelmatig uit de sekte gezet, officieel wegens afwijking van de leefregels, maar in feite om de competitie op de huwelijksmarkt te verkleinen. Jeffs kan als sekteleider vrouwen, kinderen en huizen aan een andere man toewijzen bij wijze van straf. Ook kinderarbeid (vanwege de omstandigheden zou zelfs de term slavernij op z'n plaats zijn) komt binnen de sekte veelvuldig voor.
Jeffs stond in de top-10 van meest gezochte personen van de FBI. Hij werd op 28 augustus 2006 gearresteerd nadat hij in zijn auto was aangehouden tijdens een routinecontrole van de politie in de Amerikaanse staat Nevada. In 2007 werd hij veroordeeld tot een gevangenisstraf van 10 jaar vanwege zijn betrokkenheid bij verkrachting.
Inmiddels is hij veroordeeld tot levenslang plus 20 jaar voor kindermisbruik.